# 게임 쇼
게임 쇼(game show)는 라디오와 텔레비전 프로그램, 그리고 무대 쇼의 장르이다. 연예인이나 배우, 가수 등이 나와서 질문에 답하고 문제를 해결한다. 때로는 돈이나 상품이 걸려있기도 하다. 좋은 결과와 높은 점수를 얻기 위해 다른 사람이나 팀이랑 경쟁한다. 게임 도중에 종종 상금이나, 여행 상품과 같은 상품을 출연자에게 보상을 알려 준다. 퀴즈 쇼는 게임 쇼의 한 종류이다.
대한민국에서 텔레비전이 개국한 이후, 1973년에 첫 퀴즈 프로그램이 방송되었으며, 이후 《장학퀴즈》가 그 뒤를 이었다. 1980년대에는 《가족오락관》, 《퀴즈탐험 신비의 세계》, 《중학생퀴즈》, 《퀴즈 아카데미》 등 여러 프로그램이 황금기를 누렸다. 2000년대에 들어서는 《생방송 퀴즈가 좋다》, 《퀴즈 대한민국》, 《1 대 100》, 《우리말 겨루기》 등이 큰 인기를 끌었으나, 2010년대 이후 점차 쇠퇴하여 많은 프로그램들이 방송에서 점차 사라지게 되었다. 다만, 《우리말 겨루기》는 유일하게 현재까지도 방송되며 명맥을 이어가고 있다.

## 역사

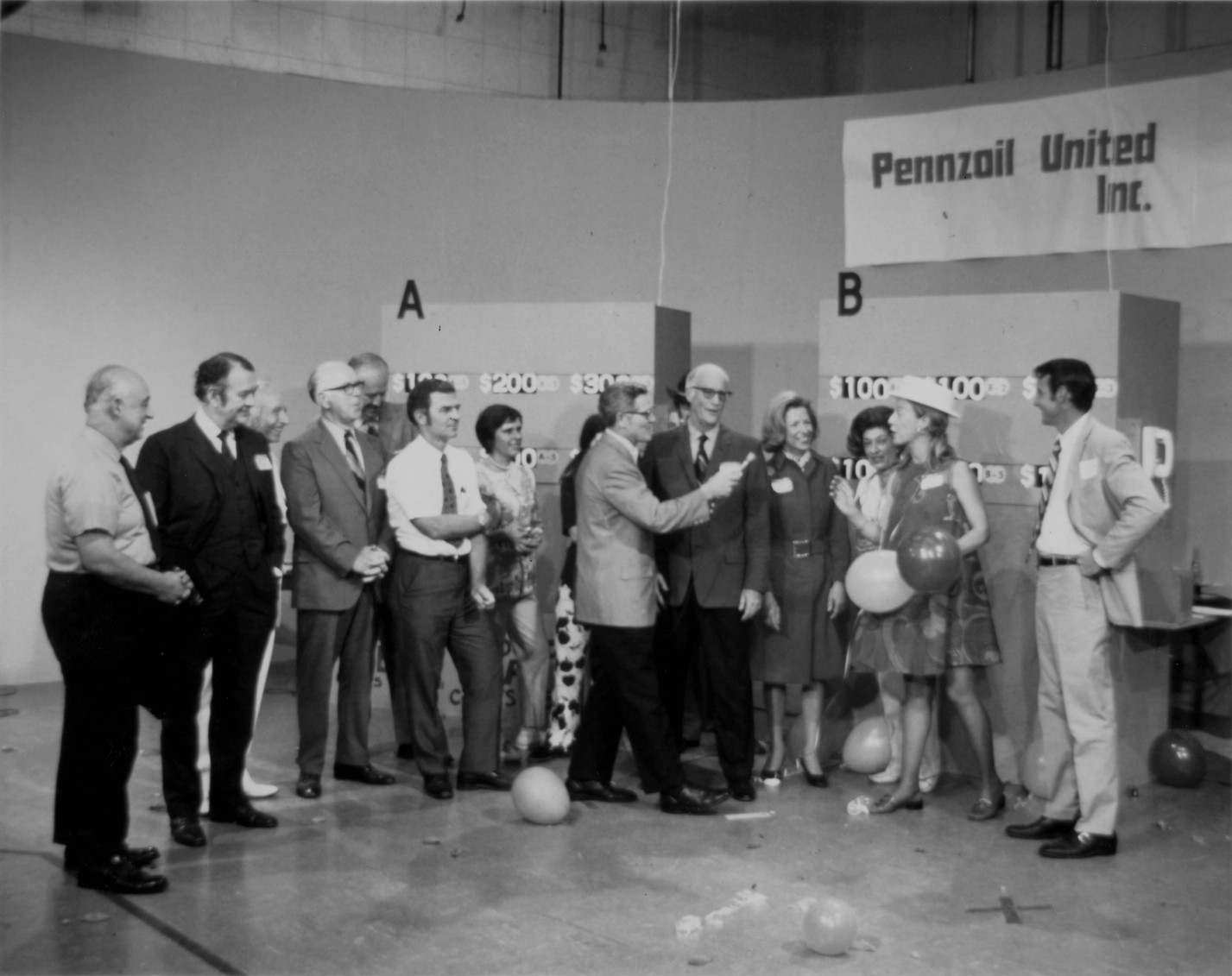
게임 쇼

게임 쇼는 1930년대 말 라디오와 텔레비전에 처음 등장하기 시작했다. 최초의 텔레비전 게임 쇼 《Spelling Bee》와 최초의 라디오 게임 쇼 《Information Please》는 모두 1938년에 방영되었다.

## 같이 보기
- 리얼리티 방송